# От зари до зари
«От зари́ до зари́» — советский художественный фильм, снятый режиссёром Гавриилом Егиазаровым и вышедший на экраны в 1975 году.
На IX Всесоюзном кинофестивале, проходившем в 1976 году во Фрунзе, фильм был премирован за лучший сценарий, а Николай Пастухов получил вторую премию за лучшую мужскую роль.

## Сюжет
Фёдор Васильевич Рожнов — уважаемый в своей деревне человек, бригадир колхоза. Но и спустя многие годы не отпускают его думы о фронтовых годах, память о павших товарищах и интерес к судьбам выживших однополчан.

## В ролях
- Николай Пастухов — Фёдор Васильевич Рожнов
- Игорь Ледoгoров — генерал Стуковский
- Любовь Сoкoлова — Пелагея Ивановна Рoжнова
- Евгения Сабельникова — Валя Рожнова, младшая дочь
- Борис Токарев — Мотя Захаров
- Жанна Прохоренко — Надя
- Борис Иванов — Савелий, певец в ресторане
- Валентина Березуцкая — Макариха
- Eвгений Шутов — Иваныч
- Андрей Вертоградов — Анатолий
- Наталья Андрейченко — соседка Рoжнова в ресторане[3]
- Валентина Ананьина — однополчанка Рoжнова
- Роман (Ромуальд) Вильдан — эпизод
- Николай Сергеев — старик (эпизод в конце фильма)

## Музыка
В этом фильме впервые прозвучала песня Валентина Левашова на слова Булата Окуджавы «Бери шинель, пошли домой», более известная по фильму «Аты-баты, шли солдаты…» (режиссёр Леонид Быков).